# Свети Трима Светители (Харманкьой)
„Свети Трима Светители“ (на гръцки: Ι. Ν. Τριών Ιεραρχών Ευόσμου) е православна църква в солунското предградие Харманкьой (Евосмос), Гърция, енорийски храм на Неаполската и Ставруполска епархия.
Църквата е разположена на улиците „Волви“ и „Трис Йерархес“. Църквата е наречена „Свети Трима Светители“, защото е зад Техническото училище. Основният камък е положен от митополит Дионисий Неаполски и Ставруполски на 15 февруари 1998 г. Изграждането на долната зона става за сметка на енорията „Свети Атанасий“ и тя е открита на 15 април 2000 г. и от тогава работи като енорийски храм. Строежът на основния храм започва през октомври 2001 г. и продължава седем години и половина.
В архитектурно отношение храмът е във византийски стил с куполи, ниши и две камбанарии. Открит е на 11 април 2009 г. от митрополит Варнава Неаполски и Ставруполски.
Храмът има параклиси „Свети майки Емилия, Нона и Антуса“ – майките на Тримата Светители Василий Велики, Григорий Богослов и Йоан Златоуст, вътре в храма и „Свети Варнава“ в духовния център „Василиада“, открит на 20 януари 2010 г.